# Àcid labal·lènic
L'àcid labal·lènic, el qual nom sistemàtic és àcid 5,6-octadecadienoic, és un àcid carboxílic de cadena lineal amb devuit àtoms de carboni que conté dos dobles enllaços consecutius entre els carbonis 5-6 i 6-7, és un al·lè, la qual fórmula molecular és {\displaystyle {\ce {C18H32O2}}}. En bioquímica és considerat un àcid gras rar.

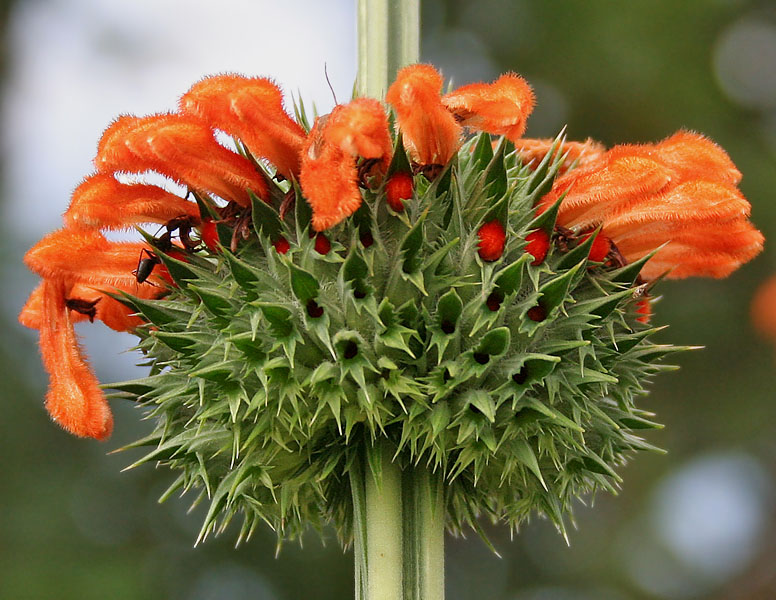
Inflorescència de Leonotis nepetifolia

Fou aïllat per primer cop el 1964 de l'oli de les llavors de Leonotis nepetaefolia, una planta de la família lamiàcies per M.O. Bagby, C.R. Smith Jr. i I.A. Wolff, i identificat pels mateixos autors un any després. Aquest oli en conté un 16 % en pes. La característica més destacada és la presència de dos dobles enllaços contigus formant un al·lè, la qual cosa és molt rara en els àcids grassos. Posteriorment, s'ha aïllat en olis de llavors d'altres plantes en proporcions elevades: Leucas helianthimifolia (46 %); Leucas ciliata vestita (44 %); Leucas hirta (41 %); Leucas ciliata ciliata (30 %); Leucas marrubioides marrubioides (30 %); Leucas cephalotes (28 %); Phlomis tuberosa (25 %), i altres.